# 南华街道
南华街道，是中华人民共和国辽宁省鞍山市铁西区下辖的一个乡镇级行政单位。

## 行政区划
南华街道下辖以下地区：
开发社区、陶官社区、化北社区、太阳升社区、绿园社区和化纺社区。